# دهن دران
دهن دران، روستایی از توابع بخش چاه دادخدا شهرستان قلعه‌گنج در استان کرمان ایران است.

## جمعیت
این روستا در دهستان مارز قرار دارد و براساس سرشماری مرکز آمار ایران در سال ۱۳۸۵، جمعیت آن ۱۶ نفر (۵خانوار) بوده‌است.